# Pomorze (województwo lubelskie)
Pomorze – osada w Polsce położona w województwie lubelskim, w powiecie opolskim, w gminie Opole Lubelskie. 
W latach 1975–1998 należała do ówczesnego województwa lubelskiego.
Pomorze wraz z osadą Kleniewo wchodzi w skład sołectwa Jankowa w gminie Opole Lubelskie.
Osada położna jest w malowniczej i cennie przyrodniczej dolinie Chodelki. Stanowi atrakcyjny punkt turystyczny i wypoczynkowy dla mieszkańców Opola Lubelskiego. Znajdują się tam kwatery agroturystyczne, pole biwakowe, zabytkowy młyn, jezioro Bartków Ług, ścieżka przyrodnicza "Kleniewo" oraz stawy rybne z miejscami do wędkowania.